# James Branch Cabell

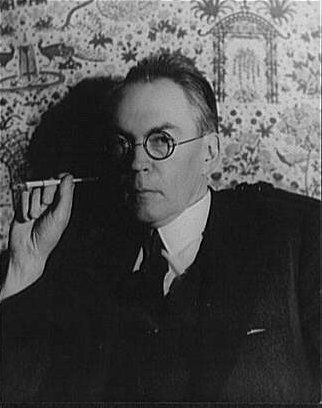
James Branch Cabell

James Branch Cabell (* 14. April 1879 in Richmond (Virginia); † 5. Mai 1958 ebenda) war ein amerikanischer Autor phantastischer Romane. Eine zentrale Stellung nimmt dabei der in dem fiktiven, im Süden Frankreichs lokalisierten Land von Poictesme angesiedelte Romanzyklus Biography of the Life of Manuel ein (deutsch als Die Chroniken von Poictesme).

## Leben
Cabells Vater war der Arzt Robert Gamble Cabell (1847–1922), seine Mutter war Anne Harris (1859–1915). Seine Eltern ließen sich 1907 scheiden. Er war der Urenkel von William H. Cabell, dem Gouverneur von Virginia zwischen 1805 und 1808.
Während seines Studiums am William and Mary College (1893–1898) gab er Unterricht in Französisch und Griechisch. Er arbeitete als Journalist für den New York Herald und für kurze Zeit für die Richmond News. Cabell widmete sich für zehn Jahre genealogischen Studien und war Buchhalter für die Kohleminen seines Onkels James R. Branch im Westen Virginias.
1913 heiratete er Rebecca Priscilla Bradley Shepherd (1874–1949), eine Witwe mit fünf Kindern aus deren erster Ehe. Gemeinsam hatte das Ehepaar Cabell den Sohn Ballard Hartwell Cabell (1915–1980).
Hatte er schon vorher Geschichten verfasst, so ermöglichte ihm der Wohlstand seiner Frau, sich zur Gänze dem Schreiben zu widmen. Im Laufe seines Lebens verfasste er 52 Bücher. 1950, ein Jahr nach dem Tod seiner ersten Frau, heiratete er Margaret Waller Freeman (1893?–1983), die er schon seit langer Zeit kannte.
Cabell starb an den Folgen einer Hirnblutung.
1937 wurde er in die American Academy of Arts and Letters gewählt.

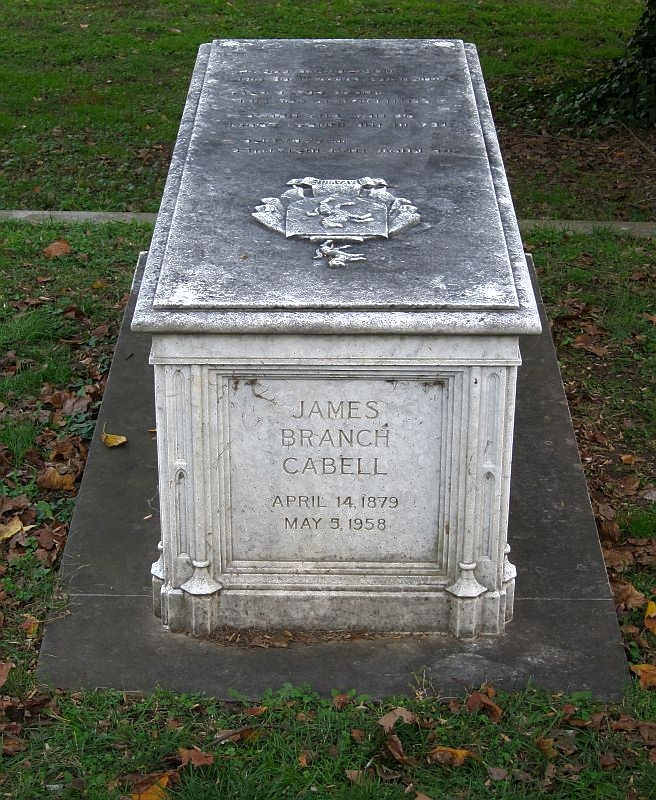
Grab von James Branch Cabell, Hollywood Cemetery, Richmond, Virginia

## Die Chroniken von Poictesme
Eine zentrale Stellung in seinem Œuvre nehmen die 18 Bände der Biography of the Life of Manuel (dt. Die Chroniken von Poictesme) ein. Die Geschichten sind um Leben und Nachwirkung des Betrügers Manuel gruppiert. Manuel beginnt seine Karriere als Schweinehirt und bringt es durch passives Verhalten, das Raum zur Interpretation lässt, zum Herren von Poictesme, einer fiktiven Provinz des mittelalterlichen Südfrankreichs. Zu der Reihe zählen einige vormoderne Romanzen, Gedichte und genealogische Überlegungen. Besondere Beachtung fanden jedoch die phantastischen Geschichten der Reihe. Sie verfolgen die Linien von Manuel und Jürgen bis in die Gegenwart des Autors, in der sich die Romanfigur Felix Kennaston, ein Autor, der in vielen Details Cabell selbst ähnelt, als geistiger Schöpfer seines Ahnen Manuel entpuppt.
Cabell verarbeitet in diesen Geschichten nicht nur viele Einzelheiten seiner eigenen Biographie, er greift als zentrales Thema auch die verschiedenen Lebensauffassungen auf. Nach ihm gibt es drei grundlegende Einstellungen: Die Anhänger der chevaleresken Attitüde nehmen die Werte der Umwelt ernst und bemühen sich nach ihnen erfolgreich zu sein; die Anhänger der galanten Attitüde reagieren ablehnend und veralbernd auf diese Werte, setzen jedoch nichts Neues an deren Stelle, und die Anhänger der poetischen Attitüde setzen sich über die Werte hinweg, um eigene zu kreieren.
Cabells Geschichten zeichnet eine elegante Stilistik und mal derber Spott, mal feine Ironie aus. Auch wenn seine Werke von Zeitgenossen sehr geschätzt wurden, haben sie kaum literarischen Nachhall gefunden. Im Rahmen der Phantastik dürften Fritz Leibers Geschichten um Fafhrd und den Grauen Mausling am bekanntesten sein: Die Figur des Grauen Mauslings ist klar von Jürgen inspiriert.

## Jürgen

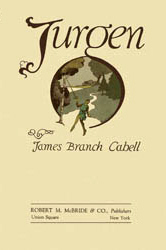
Jürgen, Erstausgabe von 1919

1919 wurde die satirisch-sarkastische Parabel Jurgen – A Comedy of Justice (dt. Jürgen) veröffentlicht. Es geht darin um einen alternden Pfandleiher im fiktiven Poictesme, der das Werk des Demiurgen lobt und daher einen Wunsch erfüllt bekommt. 
Allein, das gewünschte Verschwinden seiner Frau stellt ihn nicht zufrieden, und so macht er sich halbherzig auf, um sie zurückzuholen. Jürgen zieht los „in search of justice, over the grave of a dream and through the malice of time“ (auf der Suche nach Gerechtigkeit, über das Grab eines Traumes und durch die Bosheit der Zeit), durchschreitet verschiedene Traumkönigreiche, lernt allerlei betörende Frauen kennen und lieben, wandelt sich u. a. zu Herzog, König, Kaiser und Papst, findet jedoch nicht universelle Gerechtigkeit, sondern immer größere Desillusionierung. Auf seinen jahrelangen Wanderungen verliert er Glauben, Begehren und Vorstellungskraft, weist diese sogar zurück, als sie ihm personifiziert als Frauen gegenübertreten, und kehrt am Ende zurück zu seiner Frau und seinem Beruf als einfacher Pfandleiher.
Die New Yorker Gesellschaft zur Unterdrückung des Lasters ließ 1920 Druckplatten und Drucke beschlagnahmen und strengte eine Klage gegen Jurgen wegen Obszönität an, die jedoch scheiterte. Aufgrund dieses Prozesses ist Jurgen sein bekanntestes Werk.

### Jürgenin der Musik
Der US-amerikanische Komponist Deems Taylor schuf 1925 das symphonische Poem Jurgen, das erstmals 1999 von Mike Keith auf Tonträger aufgenommen wurde.
Taylor schrieb 1920 sichtlich beeindruckt in einem Brief an Mary Kennedy:
„I have finished Jurgen; a great and beautiful book, and the saddest book I ever read. I don't know why, exactly. The book hurts me – tears me to small pieces – but somehow it sets me free. It says the word that I've been trying to pronounce for so long. It tells me everything I am, and have been, and may be, unsparingly… I don't know why I cry over it so much. It's too – something-or-other – to stand. I've been sitting here tonight, reading it aloud, with the tears streaming down my face…“
(„Ich habe Jürgen zu Ende gelesen; ein großartiges und schönes Buch, und das traurigste Buch das ich jemals las. Ich weiß nicht genau warum. Das Buch verletzt mich – reißt mich in kleine Stücke – aber befreit mich irgendwie. Es sagt das Wort, das auszusprechen ich so lange versucht habe. Es sagt mir alles was ich bin, und war, und sein könnte, lückenlos… Ich weiß nicht, warum ich so viel darüber weine. Es ist zu – was auch immer – es zu ertragen. Ich habe hier die ganze Nacht gesessen, es laut gelesen, während die Tränen mein Gesicht hinunter strömten…“)

### Zitat James Branch Cabell
„The optimist proclaims that we live in the best of all possible worlds; and the pessimist fears this is true.“
(„Der Optimist behauptet, dass  wir in der besten aller möglichen Welten leben; und der Pessimist fürchtet, dass dies wahr ist.“)

## Werke
In den untenstehenden Listen bezeichnen die Kodierungen „Bxxx“ die Nummer in der Bibliografie von Brewer, die Kodierungen Sxxx die Bandnummer in der Storisende-Werkausgabe. Werke, die nur einen Teil eines Bandes ausmachen, sind durch einen „*“ markiert.
Biography of the Life of Manuel
- Beyond Life (1919, S1, B1)
  - Deutsch: Literatur und Leben: Das Zehnt des Demiurgen. Storisende, 1997, ISBN 3-932261-01-1.
- Figures of Earth (1921, S2, B2)
  - Deutsch Die Legende von Manuel: Eine Komödie des Scheins. Bastei Lübbe Fantasy #20075, 1985, ISBN 3-404-20075-6. Neuausgabe: Storisende, 1997, ISBN 3-932261-02-X.
- The Silver Stallion (1926, S3, B3)
  - Deutsch Der Silberne Hengst: Eine Komödie der Erlösung. Bastei Lübbe Fantasy #20081, 1986, ISBN 3-404-20081-0.
- The Witch-Woman (1948, B4)
  - The Music From Behind the Moon (1926, S4*, B45)
    - Deutsch Die Musik von jenseits des Mondes. In: Die Schönste aller Frauen: Zwei Komödien der Liebe. Bastei Lübbe Fantasy #20087, 1986, ISBN 3-404-20087-X.

  - The Way of Ecben (1929, S18*, B48)
    - Deutsch: Es war einst ein König von Ecben … In: Lin Carter (Hg.): Die Zaubergärten. Pabel (Terra Fantasy #45), 1978.

  - The White Robe (1928, S18*, B47)
- The Soul of Melicent (1913, überarbeitete Fassung 1920 als Domnei: A Comedy of Woman-Worship, S4*, B5)
  - Deutsch Domnei. In: Die Schönste aller Frauen: Zwei Komödien der Liebe. Bastei Lübbe Fantasy #20087, 1986, ISBN 3-404-20087-X.
- Chivalry (1909, überarbeitet 1921, S5, B6)
- Jurgen, A Comedy of Justice (1919, S6, B7)
  - Deutsch Jürgen: Eine Komödie um die Gerechtigkeit. Übersetzt von Karl Lerbs. Insel, 1928. Neuübersetzung von Walter Brumm: Jürgen: Eine Gerechtigkeitskomödie. Heyne SF&F #3801, 1981, ISBN 3-453-30703-8.
- The Line of Love (1905, überarbeitet 1921, S7, B8)
- The High Place (1923, S8, B9)
  - Deutsch Der verwunschene Ort: Eine Komödie der Entzauberung. Übersetzt von Heiko Langhans. Bastei Lübbe Fantasy #20099, 1987, ISBN 3-404-20099-3.
- Gallantry (1907, überarbeitet 1922, S9, B10)
- Something About Eve (1927, S10, B11)
  - Deutsch Der Zauber der Eva: Eine Komödie der Feigenblätter. Übersetzt von Heiko Langhans. Bastei Lübbe Fantasy #20105, 1988, ISBN 3-404-20105-1.
- The Certain Hour (1916, S11, B12)
- The Cords of Vanity (1909, überarbeitet 1920, S12, B13)
- From the Hidden Way (Gedichte, 1916, überarbeitet 1924 und 1928 als Ballads from the Hidden Way, S13*, B14)
- The Jewel Merchants (Drama, 1921, S13*, B15)
- The Rivet in Grandfather's Neck (1915, S14, B16)
- The Eagle's Shadow (1904, überarbeitet 1923, S15, B17)
- The Cream of the Jest (1917, überarbeitet 1922, S16*, B18)
  - Deutsch Das zerbrochene Siegel: Eine Komödie der Ausflüchte. Übersetzt von Heiko Langhans. Bastei Lübbe Fantasy #20111, 1988, ISBN 3-404-20111-6.
- The Lineage of Lichfield, (fiktive Genealogie, 1922, S16*, B19)
- Straws and Prayer-Books (Essays und Erzählungen, 1924, S17, B20)
- Townsend of Lichfield (Essays, Erzählungen, Gedichte und Bibliografie, 1930, S18, B21)
- Preface to the Past (1936, B22)
- Between Dawn and Sunrise (1930, B23)

Werke in Verbindung mit Life of Manuel;
- The Judging of Jurgen (Satire auf den Jurgen-Prozess, 1920, B42)
- Taboo (Satire auf den Jurgen-Prozess in Form einer Fantasy-Erzählung, 1921, S18*, B44)
- Sonnets from Antan (Gedichte, 1929, S18*, B49)

The Nightmare Has Triplets
- Smirt (1934, B24)
- Smith (1935, B25)
- Smire (1937, B26)

The Heirs and Assigns
- Hamlet Had an Uncle (1940, B27)
- The King Was in His Counting House (1938, B28)
- The First Gentleman of America (1942, B29)

It Happened in Florida
- mit A. J. Hanna: The St. Johns (1943, B30)
- There Were Two Pirates (1946, B31)
- The Devil's Own Dear Son (1949, B32)

Their Lives and Letters
- These Restless Heads (1932, B33)
- Special Delivery (1933, B34)
- Ladies and Gentlemen (1934, B35)

Virginians are Various
- Let Me Lie (1947, B36)
- Quiet Please (1952, B37)
- As I Remember It (1955, B38)

Upon Genealogy
- Branchiana (1907, B39)
- Branch of Abingdon (1911, B40)
- The Majors and Their Marriages (1915, B41)

Einzelveröffentlichungen
- Joseph Hergesheimer (1921, B43)
- Ballades from the Hidden Way (1928, B46)
- Some of Us (1930, B50)
- The Nightmare Has Triplets (1937, B51)
- Of Ellen Glasgow (1938, B52)

Werkausgaben
- The works of James Branch Cabell. Storisende edition. 18 Bände. McBride 1927–1930.

Essays
- M. Thomas Inge, Edgar E. MacDonald (Hrsg.): James Branch Cabell: Centennial Essays. Louisiana State University Press, Baton Rouge & London 1983, ISBN 0-8071-1028-0.

Briefe
- Between Friends: Letters of James Branch Cabell. Harcourt, Brace and World, New York 1962.